# Philippe Lamberts
Philippe Lamberts (Brussel·les, 16 d'abril del 1963) és un polític belga i membre del parlament europeu des del 2009. Lamberts es va graduar d'enginyeria a la Universitat de Lovaina el 1986. Des del 1987 fins a 2009 va treballar a l'empresa IBM. Va ser regidor a Anderlecht entre 1994 i 2006. També conseller de la sots-presidenta Isabelle Durant en temes d'afers estrangers i defensa. Lamberts va ser co-portaveu del partit verd europeu del 2006 al 2012. És membre del parlament europeu pel partit ecologista de Valònia Ecolo d'ençà el 2009.